# Rockferry
Rockferry - debiutancki album walijskiej piosenkarki Duffy. Płyta została wydana 3 marca 2008 przez Mercury Records we współpracy z Universal Records (USA) i Polydor Records (Wielka Brytania). W rankingu najlepiej sprzedających się albumów w roku 2008 zajął czwartą pozycję.
Przed wydaniem krążka Duffy dwukrotnie wystąpiła w show muzycznym Joolsa Hollanda, wykonując utwory Mercy, Warwick Avenue oraz własną interpretację piosenki The First Cut Is the Deepest. Duffy zdradziła, że tytuł płyty, Rockferry, wziął się od Rock Ferry na przedmieściach Birkenhead, na półwyspie Wirral, około dziesięciu kilometrów od granicy Walii i trzech mil od Liverpoolu. Zdjęcie na okładkę albumu oraz ujęcia do teledysku do utworu tytułowego zostały wykonane w pobliżu Ffestiniog Railway w Porthmadog. Na tę okazję miejsce przemianowano na tytułowe Rockferry.
Krążek otrzymał nagrodę Grammy za najlepszy album pop na 51 Rozdaniu Nagród Grammy 18 lutego 2009. Rockferry zajął trzydzieste miejsce na liście najlepszych albumów 2008 roku. Pod koniec 2008 roku Q nominowało album na szóstej pozycji najlepszego albumu 2008, a Mojo na trzydziestej pierwszej. Rockferry otrzymał także nagrodę Mastercard British Album na rozdaniu BRIT Awards w 2009. Duffy zabrała do domu 3 nagrody. Według IFPI, płyta zajęła czwarte miejsce w rankingu najlepiej sprzedających się płyt w 2008. Najwięcej kopii sprzedano w Wielkiej Brytanii.
Album odniósł komercyjny sukces, zwłaszcza w Wielkiej Brytanii, gdzie był na pozycji #4 cały rok po jego wydaniu, spędzając większość z nich w pierwszej dziesiątce albumów.

## Przyjęcie i recenzje
Nie biorąc pod uwagę słabej oceny NME, album generalnie otrzymał pozytywne recenzje od krytyków. The Observer na przykład dał płycie pięć gwiazdek na pięć możliwych, opisując krążek jako "fantastyczny album blue-soulowy", porównując go do muzyki Amy Winehouse i The Supremes. Płyta zdobyła nominację do MOJO Awards 2008 w kategorii Album Roku. Ponadto singiel Mercy został nominowany do kategorii Piosenka Roku.
Krytyk muzyczny Metacritic wydał album łącznej przeglądu 71 na 100, wyłącznie w oparciu o opinie przez profesjonalnych krytyków. [24] Entertainment Weekly, wydał album Ocena z 91 z 100 (A) i w porównaniu do jednego albumu z Dusty Springfield 's, mówiąc: "Po Dusty Springfield-nakrapiane bliżej," Distant Dreamer "jest okrągła, będziesz wishin i hopin" więcej ". [25]

## Lista utworów
1. "Rockferry" (Duffy, Bernard Butler) 4:14
2. "Warwick Avenue" (Duffy, Jimmy Hogarth, Eg White) 3:46
3. "Serious" (Duffy, B. Butler) 4:10
4. "Stepping Stone" (Duffy, Steve Booker) 3:28
5. "Syrup & Honey" (Duffy, B. Butler) 3:18
6. "Hanging On Too Long" (Duffy, J. Hogarth, E. White) 3:56
7. "Mercy" (Duffy/Steve Booker) 3:42
8. "Delayed Devotion" (Duffy, J. Hogarth, E. White) 2:57
9. "I'm Scared" (Duffy, J. Hogarth) 3:08
10. "Distant Dreamer" (Duffy, B. Butler) 5:05

### Bonusy i Strony B
11. "Save It for Your Prayers" (US iTunes Bonus Track) 

12. "Oh Boy" (US iTunes Bonus Track) 

13. "Tomorrow" (Strona B "Mercy") 

14. "Breaking My Own Heart" (Promo) 

15. "Put It In Perspective" (Strona B "Warwick Avenue")

16. "Loving You" (Strona B "Warwick Avenue")

17. "Frame Me" (Strona B "Stepping Stone")

18. "Big Flame" (Strona B "Stepping Stone")

### Rockferry Deluxe Edition
Rockferry Deluxe Edition to reedycja albumu Rockferry wydana 21 listopada 2008 roku w Europie. Reedycja zawiera dodatkową płytę z utworami.
- CD2

1. "Rain on Your Parade" (Duffy, Steve Booker) 3:37
2. "Fool For You" 4:29
3. "Stop" 4:39
4. "Oh Boy" (Richard J. Parfitt) 3:13
5. "Please Stay" (Burt Bacharach) 4:57
6. "Breaking My Own Heart" 3:59
7. "Enough Love" (Richard J. Parfitt, Owen Powell) 3:19

## Notowania
| Notowania (2008)         | Najwyższe pozycje | Sprzedaż  | Certyfikaty |
| ------------------------ | ----------------- | --------- | ----------- |
| Australian Albums Chart  | 12                | 35,000    | Złoto       |
| Austrian Albums Chart    | 2                 |           |             |
| Belgian Albums Chart     | 4                 | 15,000    | Złoto       |
| Brazilian Albums Chart   | 12                |           |             |
| Canadian Albums Chart    | 3                 | 40,000    | Złoto       |
| Finnish Albums Chart     | 2                 | 10,000    | Złoto       |
| French Albums Chart      | 2                 | 237,710   | Platyna     |
| Denmark Albums Chart     | 3                 | 15,000    | Złoto       |
| Dutch Albums Chart       | 2                 |           |             |
| European Top 100 Albums  | 1                 | 2,000,000 | 2 x Platyna |
| German Albums Chart      | 3                 | 200,000+  | Platyna     |
| Greek Albums Chart       | 2                 | 16,000+   | Złoto       |
| Irish Albums Chart       | 1                 |           |             |
| Italian Album Chart      | 6                 | 42,675    | Złoto       |
| New Zealand Albums Chart | 1                 | 30,000+   | 2x Platyna  |
| Norwegian Albums Chart   | 2                 |           |             |
| Portuguese Albums Chart  | 1                 | 10,000+   | Złoto       |
| Polish Albums Chart      | 5                 | 20,000+   | Platyna     |
| Spanish Albums Chart     | 2                 | 40,000    | Złoto       |
| Swedish Albums Chart     | 1                 | 80,000    | 2x Platyna  |
| Swiss Albums Chart       | 1                 | 30,000    | Platyna     |
| UK Albums Chart          | 1                 | 1,173,796 | 4 x Platyna |
| U.S. Billboard 200       | 4                 | 477,833   | Złoto       |
| United World Chart       | 2                 | 3,316,000 | Platyna     |

## Historia wydania
| Miejsce         | Data             |
| --------------- | ---------------- |
| Wielka Brytania | 3 marca 2008     |
| Australia       | 8 marca 2008     |
| Izrael          | 10 kwietnia 2008 |
| Europa          | 11 kwietnia 2008 |
| Meksyk          | 6 maja 2008      |
| Brazylia        | 8 maja 2008      |
| USA             | 13 maja 2008     |

## Chronologia singli
Wielka Brytania oraz Irlandia
- "Rockferry"
- "Mercy"
- "Warwick Avenue"
- "Stepping Stone"

Ameryka Północna, Ameryka Południowa, Australia i pozostała część Europy
- "Mercy"
- "Warwick Avenue"

Brazylia
- "Mercy"
- "Rockferry"
- "Warwick Avenue"

Japonia
- "Mercy"